# NGC 5966
NGC 5966 es una galaxia elíptica (Y) localizada en la dirección de la constelación de Bootes. Posee una declinación de +39° 46' 09" y una ascensión recta de 15 horas, 35 minutos y 52,2 segundos.
La galaxia NGC 5966 fue descubierta  el 18 de marzo de 1787 por William Herschel.